# THE MUSEUM
THE MUSEUM，是水樹奈奈第一張個人精選大碟。2007年2月7日，KING RECORDS發售，商品編号KIZC-3。

## 作品概要
水樹奈奈第一張個人精選大碟，收錄了之前各張單曲中的歌曲、新歌「Crystal Letter」（PS2遊戲「WILD ARMS the Vth Vanguard」片尾曲）及「TRANSMIGRATION」的2007年重新編譯版「TRANSMIGRATION2007」。初回製造版包括一張CD及一張DVD。Oricon最高排名第五位。
台灣金牌大風於2013年9月13日發行複刻版台壓盤，基於影像版權所限，台壓盤為單CD格式。

## 收錄曲

### CD
-{
1. 想い 第一張單曲
  - 作詞：村野直球、作曲：住吉中、編曲：牧野信博
  - Drama CD「少年進化論」收錄
2. Heaven Knows 第二張單曲
  - 作詞：村野直球、作曲：住吉中、編曲：牧野信博
  - 電視動畫「RUN=DIM」片尾曲(ED)
3. The place of happiness 第三張單曲
  - 作詞：村野直球、作曲：住吉中、編曲：牧野信博
  - PS2遊戲ジェネレーションオブカオス主題歌
4. LOVE&HISTORY 第四張單曲
  - 作詞：村野直球、作曲：住吉中、編曲：牧野信博
  - PS2遊戲「GENERATION OF CHAOS NEXT」主題歌
5. POWER GATE 第五張單曲
  - 作詞・作曲・編曲：矢吹俊郎
  - 大阪電視台節目「M-VOICE」片尾曲(ED)
6. suddenly 〜巡り合えて〜 第六張單曲
  - 作詞・作曲・編曲：矢吹俊郎
7. New Sensation 第七張單曲
  - 作詞・作曲・編曲：矢吹俊郎
  - OZAKI「カンコー学生服」廣告歌
8. still in the groove 第八張單曲
  - 作詞・作曲・編曲：矢吹俊郎
  - dwango「いろメロミックス」廣告歌
9. パノラマ-Panorama- 第九張單曲
  - 作詞：水樹奈奈、作曲：本間昭光、編曲：本間昭光・大平勉
  - PS2遊戲「ロスト・アヤ・ソフィア」主題曲(OP)
10. innocent starter 第10張單曲
  - 作詞：水樹奈奈、作曲・編曲：大平勉
  - 電視動畫魔法少女奈葉主題曲(OP)
11. WILD EYES 第11張單曲
  - 作詞：水樹奈奈、作曲・編曲：飯田高廣
  - 電視動畫甲賀忍法帖片尾曲(ED)
12. ETERNAL BLAZE 第12張單曲
  - 作詞：水樹奈奈、作曲・編曲：上松範康(Elements Garden)
  - 電視動畫魔法少女奈葉 A's主題曲(OP)
13. SUPER GENERATION 第13張單曲
  - 作詞・作曲：水樹奈々、編曲：藤田淳平(Elements Garden)
  - 朝日電視台節目やぐちひとり片尾曲(ED)
14. Justice to Believe(MUSEUM STYLE) 第14張單曲
  - 作詞：水樹奈奈、作曲・編曲：上松範康(Elements Garden)
  - PS2遊戲WILD ARMS the Vth Vanguard主題曲(OP)
15. Crystal Letter（新曲）
  - 作詞：HIBIKI、作曲：藤末樹、編曲：藤間仁(Elements Garden)
  - PS2遊戲WILD ARMS the Vth Vanguard片尾曲(ED)
16. TRANSMIGRATION2007
  - 作詞：奥井雅美、作曲・編曲：矢吹俊郎

}-

### DVD
1. MUSIC CLIP「Crystal Letter」
2. 「THE MUSEUM」PHOTO SHOOTING
3. STUDIO LIVE「Tears' Night」
  - （from ）
4. STUDIO LIVE「あの日夢見た願い」
  - （from ）
5. STUDIO LIVE「Justice to Believe」
  - （from ）